# Jakub Ćwiek
Jakub Ćwiek (* 24. června 1982, Opole) je polský spisovatel. Jeho literární prvotinou byla sbírka povídek, jejichž hlavním hrdinou je Loki, severský bůh klamu a lží, patron podvodníků a zrádců. Kniha vyšla v Polsku v roce 2005, český překlad Roberta Pilcha byl vydán roku 2011 jako Lhář. Povídka z té knihy, Tichá noc, byla nominována na Cenu Janusze A. Zajdela. Ćwiek byl nominovaný na tuto cenu čtyřikrát; třikrát v kategorii povídka (Cicha noc / Tichá noc 2005, Bóg marnotrawny / Marnotratný bůh 2006, Małpki z liści 2010) a jednou v kategorii román (Krzyż Południa. Rozdroża 2010).
Jakub Ćwiek často navštěvuje cony v Polsku. Je členem Slezského Klubu Fantastiky, kde pěstuje divadelní sekce, která se jmenuje Sluhové Metatrona. Vystavovali mezi jiným:
- Harlequin Valentine a Kaliope (Sandman) Neila Gaimana
- The Sea and Little Fishes Terry Pratchetta
- Tátova holčička (Chlast, děvky a bouchačky) Franka Millera

## Dílo
- Seznam děl v Souborném katalogu ČR, jejichž autorem nebo tématem je Jakub Ćwiek
- Kłamca (Fabryka Słów, Lublin 2005); český: Lhář - kniha první (překlad Robert Pilch, Triton, Praha 2011)
- Kłamca 2. Bóg marnotrawny (Fabryka Słów, Lublin 2006); český: Lhář - kniha druhá (překlad Robert Pilch, Triton, Praha 2011)
- Liżąc ostrze (Fabryka Słów, Lublin 2007)
- Ciemność płonie (Fabryka Słów, Lublin 2008)
- Kłamca 3. Ochłap sztandaru (Fabryka Słów, Lublin 2008)
- Gotuj z papieżem (Fabryka Słów, Lublin 2009)
- Ofensywa szulerów (Agencja Wydawnicza RUNA, Warszawa 2009)
- Krzyż Południa. Rozdroża (Agencja Wydawnicza RUNA, Warszawa 2010)
- Kłamca – audiokniha (Biblioteka Akustyczna, Warszawa 2010)